# Shigeru Sarusawa
Shigeru Sarusawa (猿沢 茂, 30 de gener de 1960) és un exfutbolista del Japó.
L'agost de 1979, va ser seleccionat per la selecció nacional sub-20 del Japó per al Campionat Mundial juvenil de 1979.
Comença la seua carrera professional al Mazda el 1982 i es va retirar a finals de la temporada 1991.